# Roberto I de Bar
Roberto I de Bar (8 de noviembre de 1344-12 de abril de 1411), fue marqués de Pont-à-Mousson y condé de Bar de 1352 a 1354, luego duque de Bar de 1354 a 1411.

## Vida
Era el hijo menor de Enrique IV, Conde de Bar y Violante de Flandes. Tenía solo unas pocas semanas cuando su padre murió y su hermano mayor Eduardo II se convirtió en Conde de Bar bajo la regencia de su madre. Como los dos hermanos son de constitución débil, Violante solicita y obtiene del Papa Clemente VI para ambos la autorización para comer carne durante los períodos de abstinencia.
Cuando murió su hermano, él solo tenía siete años, y el problema de la regencia surgió de manera diferente que hace siete años. En efecto, su madre está a punto de volver a casarse con Felipe de Navarra, conde de Longueville, de la Casa de Evreux-Navarra, que disputaba la corona al rey Juan II de Francia. Por otro lado, Juana de Bar, condesa de Surrey e hija del condé Enrique III, informó al rey que estaba lista para asumir la regencia. 
El Parlamento de París, por decreto de 5 de junio de 1352 decide que el Barrois quedaba en manos del rey que deposita su confianza y la regencia sobre Juana de Bar el 27 de julio de 1352. Violante de Flandes, que en un principio había renunciado a la regencia, reconsidera su decisión y levanta tropas para luchar contra Juana de Bar con el apoyo de Felipe de Navarra. Juan II de Francia debe intervenir y obligar a Violante a renunciar el 2 de julio de 1353.
Una cuestión de precedencia conducirá a la erección del condado de Bar en un ducado. De hecho, habiendo sido erigido el señorío de Pont-à-Mousson como marquesado, las actas mencionan a Robert como marqués de Pont-à-Mousson y conde de Bar, lo que, para los nobles de Barrois, es ilógico, siendo los Barrois territorialmente más importantes que Pont -à-Mousson. Para resolver esta anomalía, el emperador Carlos IV, el condé de Luxemburgo y el emperador romano germánico erigieron Barrois (y Luxemburgo) en ducados en 1354.
La derrota francesa en Poitiers el 19 de septiembre de 1356 priva a Juana de Bar del apoyo del rey que es hecho prisionero. Violante se hace cargo de la regencia y Roberto es armado como un caballero en diciembre de 1356.
Es declarado mayor de edad el 8 de noviembre de 1359 y asiste a la coronación del rey Carlos V en Reims el 19 de mayo de 1364, luego a la de Carlos VI el 4 de noviembre de 1380. Durante el reinado de Carlos V, con cuya hermana se había casado, en 1374 participó en varias expediciones militares destinadas a expulsar a los ingleses de Normandía.
Su reinado estuvo marcado por el declive económico del Ducado de Bar, poco a poco privado de sus fundamentos económicos; las deudas que contrae con los financieros de la ciudad de Metz provocan relaciones conflictivas con la ciudad, que culminan en un conflicto armado en abril de 1368 durante el cual es hecho prisionero; el tratado negociado para su liberación, en agosto de 1370, prevé el pago de una considerable suma de dinero, que su cuñado Carlos V ayuda a recaudar.
Rinde homenaje con sus posesiones en Flandes a su cuñado el duque de Borgoña Felipe II de Borgoña en 1397.
En 1401, cedió el ducado a su hijo Eduardo, reservándose el usufructo, eliminando a su nieto Roberto, hijo de Enrique, señor de Marle. Este último intentará oponerse a ella mediante un juicio en el Parlamento de París que durará de 1406 a 1409, pero sin éxito. En 1409, dividió su propiedad y le dio a Roberto, hijo de Enrique, parte de su propiedad proveniente de su madre Violante de Flandes. Roberto se convierte así en señor de la Flandes marítima (Dunkerque, Gravelinas, Bourbourg, Mardyck,...).
La locura de Carlos VI pone al duque Luis de Orléans en conflicto con el duque de Borgoña Juan Sin Miedo. Roberto, cuyos estados limitan con Francia y Borgoña, apoya al duque de Orléans, pero después del asesinato de este último, permanece cada vez más en el ducado debido a los ataques de gota que le impiden caminar.

### Matrimonio e hijos
Se casa con el 5 de octubre de 1364, después de las dispensaciones por parentesco concedidas por el Papa Urbano V, María de Francia (1344-†1404), hija de Juan II el Bueno, rey de Francia, y de Bona de Luxemburgo. Tuvieron los siguientes hijos:
- Enrique (1362-†1397),[5] señor de Marle, murió cerca de Venecia, tras la Batalla de Nicópolis, donde fue hecho prisionero; se casó en 1384 con María I de Coucy, de ahí Robert de Marle, conde de Soissons (1390-†Batalla de Agincourt 1415).
- Violante (1365-†1431), casada en 1380 con Juan I, rey de Aragón (1350-†1396),[6] tuvieron a Yolanda de Aragón que se casó con Luis II de Nápoles, y más tarde los duques de Bar después de 1431 con el rey René.
- Felipe (1372-†1404), casado en 1384 con Yolanda de Enghien (hija de Luis de Enghien); murió en una prisión turca en 1404, hecho prisionero después de la Batalla de Nicópolis en 1396.
- Carlos (1373-†1392), señor de Nogent-le-Rotrou.
- María (1374 †), casada en 1384 con Guillermo II, margrave de Namur (1355-†1418).
- Bona (†1400 o 1436?), Casado en 1393 con Waléran III de Luxemburgo (1357 † 1415), conde de Ligny-en-Barrois y Saint-Pol.
- Eduardo III , duque de Bar (1377 † 1415), muerto en la batalla de Agincourt.[7]
- Juana († 1402), casada en 1393 con Teodoro II Paleólogo, marqués de Montferrato (1361-†1418).
- Juan de Bar, señor de Puisaye (1380 † 1415), muerto en la batalla de Agincourt.[8]
- Luis I (†1431), Verdun cardenal obispo y duque de Bar después de su hermano.
- Yolande la joven († 1421), casada en 1400 con Adolfo duque de Juliers y de Berg (circa 1370-†1437).